# Nripatindravarman
Nripatindravarman ou Nripatîndra Varman est un souverain putatif de l'Empire khmer de 1080 à 1113.

## Hypothèse
Il est possible possible que Harshavarman III ait eu un successeur légitime en la personne
d'un roi nommé Nripatindravarman régnant à Angkor jusqu'en 1113 et que Jayavarman VI n'y règne jamais . En fait Suryavarman II proclame avoir conquis le pouvoir contre deux roisː son grand-oncle Dharanindra Varman Ier qui ne laisse aucune inscription à Angkor; l'autre dans ce cas doit être Nripatindravarman.

## Sources
- George Cœdès, Les États hindouisés d'Indochine et d'Indonésie, Paris, 1964.